# St. Mauritius und Martin (Assel)

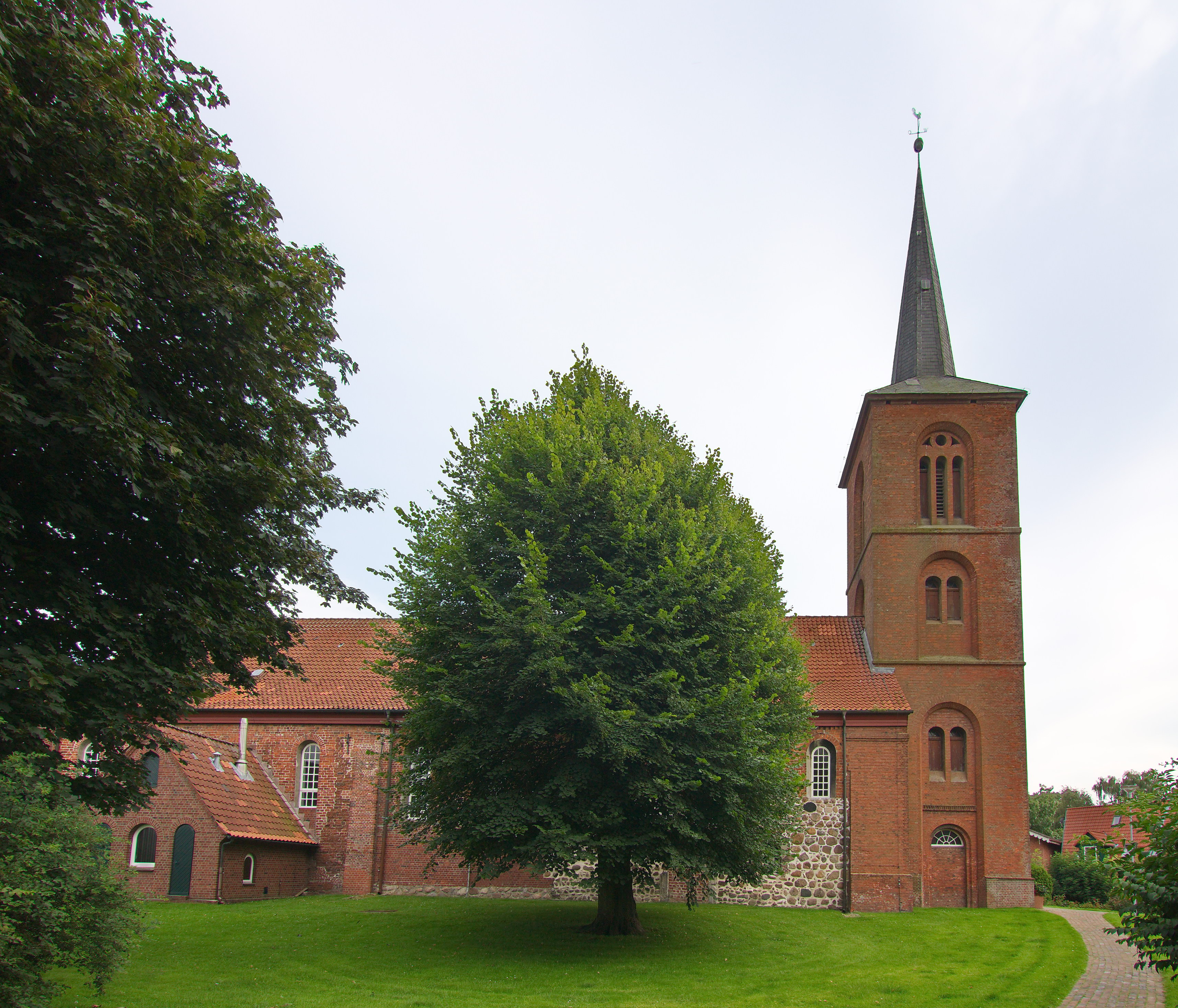
St. Martin-Kirche

Die evangelisch-lutherische Kirche St. Mauritius und Martin steht in Assel, einem Ortsteil der Gemeinde Drochtersen im Landkreis Stade von Niedersachsen. Die Kirche steht unter Denkmalschutz. Die Kirchengemeinde gehört zum Kirchenkreis Stade im Sprengel Stade der Evangelisch-lutherischen Landeskirche Hannovers.

## Beschreibung
Die Kirche wurde 1124 erstmals genannt. Die langgestreckte Saalkirche, im Westen des Langhauses sind Reste der vorherigen Feldsteinkirche vorhanden, wurde in der Mitte des 13. Jahrhunderts in Backstein ergänzt. Dabei wurden auch neue Fenster eingebrochen. Um 1500 wurde das Langhaus nach Osten mit dem polygonal abgeschlossenen Chor erweitert.
Ursprünglich war ein Rundturm aus Feldsteinen vorhanden. 1845 wurde ein neuer Kirchturm im Westen aus Backsteinen nach einem Entwurf von Conrad Ernst Albrecht Giesewell, dem Vorsteher des Landbaudistrikts Stade errichtet.
Im westlichen Teil der Nordwand des Langhauses sind Reste dreier vermauerter Bogenfenster und eines Portals mit Gewänden aus Muschelkalk erkennbar.
Der Innenraum wurde im 19. Jahrhundert mit einer Holzbalkendecke überspannt. Von den ursprünglich fünf Altären ist nur der spätgotische, um 1510/1520 entstandene Hochaltar vorhanden. In der Mitte befindet sich der Schrein mit einer Szene über die Kreuzigung und vier Reliefs über die Passion. Auf den Innenseiten der beiden Seitenflügel sind je vier weitere Reliefs. In der Predella sind Christus und die Zwölf Apostel dargestellt, im Altarretabel ein Marienbildnis, der heilige Georg und ein heiliger Bischof. Das Gesprenge wurde im 19. Jahrhundert nachgeschnitzt. Vor der Mensa stehen zwei Kniebänke mit Füßen aus Balustern aus der 1. Hälfte des 17. Jahrhunderts. Das Taufbecken ist in der Mitte des 13. Jahrhunderts gefertigt worden. In acht rundbogigen Wandnischen sind zwischen Säulen, darin vollplastische Figuren dargestellt. Die beiden Glocken stammen noch aus der Barockzeit und wurden 1669 bzw. 1694 gegossen.